# Križevačka eparhija
Križevačka eparhija ili Križevačka biskupija je biskupija grkokatoličke crkve u Hrvatskoj, Bosni i Hercegovini i Sloveniji, sa sjedištem u Križevcima. U liturgiji se rabi bizantski obred, tj. liturgija se služi na crkvenoslavenskom jeziku i po obredu Carigrada.
Vjernici te biskupije većinom su Hrvati, Ukrajinci i Rusini.

## Povijest
Papa Pio VI. bulom Charitas illa, 17. lipnja 1777. godine, ustanovio je samostalnu grkokatoličku biskupiju u Križevcima, kao sljednicu Marčanske biskupije. Novi biskup na početku je bio sufragan mađarskom primasu, a 1852. biskupija je postala dijelom Zagrebačke metropolije. 

Od godine 1966. sjedište biskupije nalazi se u Zagrebu, gdje je i Grkokatoličko sjemenište u Zagrebu, koje je izgrađeno u drugoj polovici XVII. stoljeća.

## Danas
15. lipnja 2020. administrativno sjedište biskupije je vraćeno u Križevce, Franje Račkoga 32. Grkokatolička katedrala Presvete Trojice nalazi se u Križevcima, a konkatedrala sv. Ćirila i Metoda nalazi se u Zagrebu, na Gornjem gradu. Nebeski zaštitnici Križevačke biskupije su sveta Tri svetitelja (Tri hijerarha). To su crkveni oci sv. Bazilije Veliki, sv. Grgur Nazijanski i sv. Ivan Zlatousti. Njihov zajednički blagdan slavi se 30. siječnja. Križevačka biskupija administrativno je podijeljena na vikarijate, dekanate i župe.

## Vikarijati Križevačke biskupije

### Žumberački vikarijat
Žumberački vikarijat osnovao je, 15. travnja 1978. godine, križevački biskup Gabrijel Bukatko i za prvoga vikara imenovao tadašnjeg rektora i zagrebačkoga župnika Ivana Krstitelja Pavkovića, koji je svoju dužnost obavljao do ustoličenja vladike križevačkoga Slavomira Miklovša. Za vrijeme njegove biskupske službe, tijekom 26 godina mjesto žumberačkog vikara ostalo je nepopunjeno.
Križevački biskup Nikola Kekić obnovio je 2009. godine Žumberački vikarijat. Žumberački vikarijat čine Katedralni i Žumberački dekanat.

### Dalmatinski vikarijat
Godine 1831. tri pravoslavna svećenika Šibenske eparhije: Petar Krička, župnik u Kričkama, kod Drniša, Marko Busović Krička, župnik u Baljcima, i Pahomije Krička, župnik u Vrlici, sa svojim vjernicima odlučili su ući u zajedništvo s Katoličkom crkvom, u sastavu Križevačke biskupije. Zbog toga koraka pravoslavci su 1834. godine ubili župnika Petra Kričku. Godine 1836. za te tri župe križevački biskup Gabrijel Smičiklas osnovao je Dalmatinski vikarijat, sa sjedištem u Kričkama. U sastavu tog vikarijata bila je i vojna grkokatolička kapelanija, sa sjedištem u Zadru. 
Crkva u Kričkama sagrađena je 1832. i posvećena pokrovu (zaštiti) Presvete Bogorodice, a crkva u Baljcima, sagrađena iste godine, posvećena je Preobraženju Gospodnjem, dok je crkva u Vrlici sagrađena 1845. i posvećena Presvetoj Trojici.
Zadnji dalmatinski vikar bio je popularni Janko Heraković, koji je zbog prijetnje smrću od strane četnika krajem 1942. morao napustiti taj kraj. Četnici su tijekom II. svjetskog rata zapalili i srušili crkve u Kričkama i Baljcima. Župni dvor služio je kao dom za djecu, pa za školu i za mjesnu zajednicu. U vrijeme Domovinskog rata četnici su ga u potpunosti devastirali. U novije vrijeme pristupilo se čišćenju ruševina oko crkve i u samoj crkvi. Nakon gotovo 70 godina, u subotu 1. listopada 2011., križevački biskup Nikola Kekić opet je mogao služiti arhijerejsku svetu liturgiju.
Posljednjih godina za grkokatolike u Dalmatinskom vikarijatu bio je zadužen svećenik Milan Stipić, tadašnji župnik u Radatovićima, u Žumberku, a današnji Vladika križevački (episkop). Nakon imenovanja za apostolskog administratora, a potom episkopa, vladiku Milana zamjenjuju o. Zinovij Zastavni, župnik u Splitu i o. Jan Jakubov, župnik u Zadru i čuvar manastira Pokrova Presvete Bogorodice u Kričkama.

### Slavonsko-srijemski vikarijat
Osnovao ga je križevački biskup Gabrijel Bukatko, 1978. godine, pod imenom Bosansko-slavonski vikarijat. Bosanski dio tog vikarijata dekretom križevačkog biskupa Slavomira Miklovša dobio je status Grkokatoličkog vikarijata Križevačke eparhije u Bosni i Hercegovini.
Križevački biskup Nikola Kekić osnovao je 2009. godine Slavonsko-srijemski vikarijat. Slavonsko-srijemski vikarijat obuhvaća Slavonski dekanat, sa župama Gornji Andrijevci, Kaniža, Lipovljani, Osijek, Sibinj, Slavonski Brod i Šumeće, te Srijemski dekanat, sa župama Berak, Donji Andrijevci, Mikluševci, Petrovci, Piškorevci, Rajevo Selo, Vinkovci i Vukovar.

### Grkokatolički vikarijat Križevačke eparhije u Bosni i Hercegovini
Godine 2005., križevački biskup Slavomir Miklovš obnovio je nekoć postojeći Bosanski vikarijat, pod nazivom Grkokatolički vikarijat Križevačke eparhije u Bosni i Hercegovini.

## Križevački biskupi
1. Bazilije Božičković (1777. – 1785.)
Biskup Bazilije Božičković posljednji je u nizu marčanskih biskupa i prvi križevački biskup.
Božičković je rođen u Kloštru Vojakovačkom, kod Križevaca. Za rane mladosti stupio je u samostan Marču. Njegov brat Porfirije bio je župnik u Žumberku. Nakon što je Marča spaljena, pošao je u Zagreb i tamo je nastavio svoje naukovanje. U Rimu, kao pitomac Kolegija sv. Atanazija, studirao je na sveučilištu Kongregacije de propaganda fide, filozofiju i teologiju. Po završetku studija bio je profesor u Dragomilu, u Galiciji, i u Lavovu. Nakon toga je sedam godina u Rimu vršio službu prokuratora Reda sv. Bazilija Velikog. 
Nakon Palkovićeve smrti carica Marija Terezija imenovala ga je svidničkim biskupom i 27. ožujka 1759. naložila da se instalira. Od Svete stolice dobio je naslov dioklecijanopolitanski, apostolski vikar Vlaha ili Grka koji borave u Zagrebačkoj biskupiji, u pokrajinama i kraljevinama Hrvatskoj i Slavoniji. Papa Klement XIII. dao mu je nakon posvete opsežne facultates, u 22-ije točke. Budući da je sjemenište ponovno stradalo od požara, on je iz temelja sagradio veliku novu zgradu, od dva kata. Gradnja je trajala od 1768. do 1774. godine. Za vrijeme Božičkovića namjesto Marčanske biskupije osnovana je, 17. lipnja 1777., nova – Križevačka biskupija, sa sjedištem u Križevcima. Prvim njezinim biskupom bio je sam Božičković. Umro je 1785., u Gornjem Tkalcu, gdje je u kapeli i pokopan. Posmrtni ostatci biskupa Božičkovića preneseni su 1985. iz kapele u Gornjem Tkalcu u grkokatoličku katedralu u Križevcima.
2. Jozafat Bastašić (1787. – 1793.)
3. Silvestar Bubanović (1794. – 1810.)
1. lipnja 1794. imenovan je križevačkim biskupom. Godine 1801. prenio je sijelo biskupije iz Gornjeg Tkalca u Križevce, u sadašnju rezidenciju.
4. Konstantin Stanić (1814. – 1830.)
5. Gabrijel Smičiklas (1834. – 1856.)
6. Đuro Smičiklas (1857. – 1881.)
7. Ilija Hranilović (1883. – 1889.)
8. Julije Drohobeczky (1891. – 1920.)
Križevačkim biskupom imenovan je 19. listopada 1891., a ustoličen je 28. kolovoza 1892. Povodom 10. godišnjice njegova biskupovanja Stolni kaptol izdao je 1902. okružnicu, u kojoj se kaže da je vladika Drohobecki podigao velebnu katedralu u Križevcima. Osim toga podigao je i sirotište "Julianeum". Obnovio je biskupsku kuriju u Pribiću i sagradio velebnu crkvicu u spomen 300. godišnjice sjedinjenja. Umro je u Pribiću, 11. veljače 1934. Pokopan je u katedrali u Križevcima.
9. Dionizije Njaradi (1920. – 1940.)
Rođen je 10. listopada 1874., u Ruskom Krsturu, u Vojvodini. Izdao je molitvenik Gospodu pomolimsja i katekizme za rusinsku i hrvatsku mladež u pučkim školama. Bulom od 22. travnja 1920. Sveta stolica imenuje ga križevačkim biskupom. Sveta stolica imenovala ga je i apostolskim administratorom Prjaševske biskupije u Slovačkoj. Tamo je djelovao od 1922. do 1927. Mnogo je učinio za duhovni napredak Križevačke eparhije. Prvi je uveo duhovne vježbe za svećenstvo, brinuo je za misije u župama, u eparhiju doveo redovnice bazilijanke. U njegovo je doba obnovljena provincija monaha bazilijanaca u Hrvatskoj, kasnije opet ugašena. Umro je 1940.
10. Janko Šimrak (1942. – 1946.)
11. Gabrijel Bukatko (1960. – 1961.)
12. Slavomir Miklovš (1983. – 2009.)
Za biskupa je posvećen 25. ožujka 1983., u Ruskom Krsturu. Njegovo ustoličenje kao 28. po redu marčansko-križevačkog ili 12. po redu križevačkog biskupa bilo je u križevačkoj katedrali Presvete Trojice, na istoimeni blagdan, u ponedjeljak 23. svibnja 1983. Sam čin ustoličenja vodio je zagrebački nadbiskup i metropolit kardinal Franjo Kuharić.
Kao biskup oformio je Prezbitersko vijeće, Pastoralno-katehetsko vijeće te Ekonomsko i Građevinsko vijeće i u tom zajedništvu tražio rješenja za mnoge probleme Eparhije. Za vrijeme njegova upravljanja Križevačkom eparhijom osnovana je župa u Slavonskom Brodu te pastoralna središta za grkokatolike u Samoboru i Jastrebarskom. Umro je 21. srpnja 2011., u Novom Sadu. Pokopan je u kripti katedralne crkve sv. Nikole u Ruskom Krsturu.
13. Nikola Kekić (2009. – 2019.)
Rođen je 18. siječnja 1943., u selu Stari Grad, u Žumberku. Papa Benedikt XVI. imenovao ga je 25. svibnja 2009. križevačkim biskupom. Za biskupa je posvećen u križevačkoj katedrali, 4. srpnja 2009. godine, kada ga je zagrebački nadbiskup i metropolit kardinal Josip Bozanić ustoličio za 13. po redu križevačkog biskupa. Umirovljen je 18. ožujka 2019. godine, kada je papa Franjo prihvatio njegovo odreknuće od službe.
14. Milan Stipić, apostolski upravitelj (2019. – 8. rujna 2020.), biskup (8. rujna 2020. - )